# Tabanus ingens
Tabanus ingens är en tvåvingeart som beskrevs av Schuurmans Stekhoven 1926. Tabanus ingens ingår i släktet Tabanus och familjen bromsar. Inga underarter finns listade i Catalogue of Life.